# Vesicularia aperta
Vesicularia aperta är en bladmossart som beskrevs av Thériot 1922. Vesicularia aperta ingår i släktet Vesicularia och familjen Hypnaceae. Inga underarter finns listade i Catalogue of Life.